# انجمن نویسندگان آمریکا
انجمن نویسندگان آمریکا (انگلیسی: Writers Guild of America) عبارتی است که به مجموعهٔ دو گروه از سندیکاهای نویسندگان در آمریکا گفته می‌شود. انجمن نویسندگان آمریکا شامل «انجمن نویسندگان آمریکا، غرب» و «انجمن نویسندگان آمریکا، شرق» می‌شود. گروه غربی نمایندهٔ نویسندگان فیلم و تلویزیون غرب میسیسیپی هستند و گروه شرقی نیز به‌عنوان نویسندگان هالیوود و جنوب کالیفرنیا شناخته می‌شوند. این دو سندیکا با همکاری هم جایزه انجمن نویسندگان آمریکا را مدیریت می‌کنند.

## انجمن نویسندگان آمریکا، شرق
انجمن نویسندگان آمریکا، شرق (به انگلیسی: Writers Guild of America, East) (مخفف انگلیسی: WGAE) سندیکایی است برای نمایندگی نویسندگان فیلم و تلویزیون در کنار کارکنان اخبار تلویزیون و رادیو. این سندیکا در کنار همکاری با سندیکای نویسندگان غربی، با فدراسیون جهانی روزنامه‌نگاران، فدراسیون کارگران آمریکا - کنگره سازمانهای صنعتی و انجمن‌های نویسندگان وابسته بین‌المللی نیز همکاری می‌کند.

## انجمن نویسندگان آمریکا، غرب
انجمن نویسندگان آمریکا، غرب (به انگلیسی: Writers Guild of America, West) (مخفف انگلیسی: WGAW) سندیکایی است برای نمایندگی نویسندگان فیلم، تلویزیون، رادیو. این سندیکا در سال ۱۹۵۴ از اجماع پنج گروه به‌وجود آمد و هم‌اکنون بیش از ۲۰٬۰۰۰ نفر عضو دارد.